# Моравскопанонска мисија
Моравскопанонска мисија браће Константина и Методија представља почетак словенске писмености и прекретницу у преласку Словена на хришћанство. Њих је на позив великоморавског кнеза Растислава (842.—870.) послао византијски цар Михајло III Амориск (842. до 867. године је владао а био је син Декаполита и Евдокије) са задатком да локалне Словене обуче за вршење богослужења на словенском језику из верских књига писаних на словенском. За потребе тог задатка је Константин са својим сарадницима саставио прво словенско писмо глагољицу, користећи се знаковима изведеним од грчке минускуле са елементима брзописа, после чега су богослужбене књиге преведене са грчког на дијалекат Јужних Словена који су живели у околини Солуна, а који је био разумљив и осталим Словенима. Мисија је своје деловање отпочела 863. или 864. године и од самог почетка се суочила са жестоким отпором германског свештенства које је те Словенске просторе сматрало својим и на њему је ширило хришћанство на латинском језику. Браћа су своје деловање проширила и на Панонску кнежевину, али су били приморани да већ 867. године путују у Рим да оправдају своје деловање самом папи. Током свог боравка су успели да добију дозволу папе Хадријана II (867—872) за богослужење на словенском језику, али се током боравка Константин разболео, замонашио узевши име Ћирило и умро 14.02. Методије се 870. године вратио прво у Панонију, а затим и у Моравску са титулом моравскопанонског архиепископа, али је поново наишао на јак отпор германског свештенства подржаног новим великоморавским кнезом Сватоплуком I (870—894). Отпор германског свештенства достигао је врхунац на великом сабору на коме је сам Методије оптужен за јерес и заточен у Регензбургу. Иако је 873. године ослобеђен на инсистирање папе Јована  (872—882), он је већ 880. године морао поново да путује у Рим да оправда своје деловање. Папа му је поново дозволио да настави са ширењем божије речи на словенском језику. Он се после тог вратио свом послу, посетивши 882. године Цариград, да би 06.04.885. године преминуо у својој архиепископију. После његове смрти германско свештенство уз подршку папе Стефана V (885—891) и Сватоплука уништава словенску црквену организацију у средњој Европи протеривањем, заробљавањем и убијањем ученика и сарадника Солунске браће. Међу онима који су заробљени и побијени нашао се и Методијев несуђени наследник Горазд, али је део словенских свештеника, међу којима су најистакнутији Климент и Наум, успео је да побегне и нађе уточиште на Балканском полуострву, на ком су наставили рад Солунске браће. Иако је мисија сама по себи доживела потпуни неуспех после Методијеве смрти 885. године, она је ипак индиректно постигла свој циљ ширењем хришћанства међу Словенима и стварањем првог словенског књижевног језика који ће свој потпуни развој започети тек међу Јужним Словенима, који су непосредно пре тога примили хришћанство (бугарски Словени 864, Срби око 872), захваљујући деловању њихових ученика и непосредној близини Византије која је политички, а самим тим и војно, подржавала њихов рад.

## Војнополитичке прилике пре почетка мисије

### Прилике у Великоморавској и Панонској кнежевини
На простору данашње Словачке, Чешке Републике, Мађарске и Аустрије почетком  века, постојало је неколико словенских кнежевина које су се некада налазиле у саставу Самовог племенског савеза:
- Моравска кнежевина (1. на карти) у источним деловима данашње Чешке Републике (Моравска)
- Нитранска кнежевина (2. на карти) у јужним деловима данашње Словачке са севером Мађарске и североистоком Аустрије

Моравски кнез Мојмир  (моравски кнез 830—833, великоморавски кнез 833—846) је 833. године потиснуо нитранског кнеза Прибину (нитрански кнез 825—833, панонски кнез 840—861) из његове државе и ујединио две државе створивши Великоморавску кнежевину у којој је нитранска кнежевина остала као полусамостална удеона целина којом је управљао наследник престола. Сам Прибина се повукао у источне делове Франачке и 840. године је од Лудвига (843—876) добио на управу поседе у данашњој Мађарској на којима је са средиштем на обали Блатног језера основао Панонску кнежевину (20. на карти). Сам Мојмир је са друге стране био у сталном сукобу са источним деловима Франачке чија је властела покушавала да своју власт прошири на исток. Краљ Источне Франачке Лудвиг је 846. године успео да војном силом збаци Мојмира са власти и на његово место постави његовог братанца Растислава. Међутим Растислав му је ускоро окренуо леђа и наставио Мојмирову политику. Своју власт проширио је на околне Чехе, Србе и део Полапских Словена, а на граници ка Источној Франачкој је ради заштите подигао већи број утврда. Краљ Источне Франачке је покушао да га војнички савлада, али му то није пошло за руком и Великоморавска кнежевина је стекла потпуну самосталност.
Током тог периода некадашњи нитрански кнез и оснивач Панонске кнежевине Прибина је умро, а на престолу га наслеђује његов син Коцељ (861—872) који ће одиграти битну улогу у ширењу словенског богослужења подржавањем истог.

### Прилике у Источној Франачкој (Немачкој)
Франачка држава Карла Великог (768—814) се коначно у Вердену 843. године распала на три дела:
- Западну Франачку под Карлом (II) Ћелавим (краљ 843—875, цар 875—877), из које ће се касније развити Француска
- Средњу и јужну Франачку под Лотаром (823—855), из које ће се касније развити Италија и Лотарингија
- Источну Франачку под Лудвигом, из које ће се касније развити Немачка

Њен источни део је своју експанзију покренуо ка истоку, настојећи да учврсти своју номиналну власт над Словенским племенима око Лабе, у Панонији и на простору некадашње Чехословачке. Један од инструмената експанзије било је и ширење хришћанства преко германских свештеника на латинском језику уз подршку Рима. Ширење утицаја и јачање Мојмира  ширењем на нитранску кнежевину је добило својеврстан одговор у прихватању прогнаног Прибине и каснијем давању поседа јужно од Мојмирове државе са јасним циљем стварања опозиције међу самим Словенима. Са тим настојањима стоји и војно збацивање Мојмира са власти и покушај постављања марионетске власти оличене у Растиславу, али се то показало неуспешним. Германско племство је ширењем хришћанства преко својих људи међу Словенима настојало да уништи остатке родовске заједнице међу њима и родовско племство претвори у христијанизованогерманизовано феудално племство које неће имати сепаратистичке тежње. Војни неуспех да се збаци Растислав је највероватније приморао Лудвига да се повеже са његовим другим суседима Бугарима са којима је средином  века склопио савез, који је индиректно био упрт против Византије као директног противника Бугара.

### Прилике у Византији
После низа пораза у сукобима са Арабљанима у првој половини  века, губитка Крита (827), Сицилије (831) и великог пораза код Амориона (из кога је потицала тада владајућа Аморијска династија) 838. године, Византијско царство прелази у благу офанзиву како на војном, тако и на дипломатскополитичком. Током владавине Михајла  покрећу се две офанзиве на Египат (853. и 859), одбијен је Руски напад на Цариград 860. године, а сузбијен је и мелитенски емир Омар (873).
На државном плану овај период је обележен успоном византијске културе и обновом цариградског универзитета, за шта су најодговорнији цезар Варда који је био Михајлов саветник и de facto савладар и један од најученијих Византинаца Фотије (858—867, 877—886), који је за потребе напретка Византије преко ноћи замонашен и постављен за цариградског патријарха. Њих двојица су најодговорнији за почетак интензивног ширења хришћанства међу Словенима, како на Балканском полуострву тако и у средњој Европи. Под индиректним притиском византијске војне силе бугарски каган/кнез Борис (852—889) прелази 864. године у хришћанство и одбацује паганизам, али се за потребе црквене организације окреће Риму и папи, уместо Цариграду, што покреће низ политичких сукоба између Рима и Цариграда који су се окончали победом Цариграда и уласком бугарске цркве у ред источних хришћанских цркава на сабору у Цариграду 870. године.
Током овог периода, дошло је до преврата на византијском престолу. Први чин било је Михајлово преузимање власти од своје мајке Теодоре (регенткиња 842—856) 856. године. Потом је уследило уздизање Василија Македонца (савладар 866—867, цар 867—886) који је 24.04. 866. године, уз прећутну дозволу самог Михајла, напао и убио са леђа цезара Варду, после чега га је цар уздигао на ниво свог савладара. Завршни чин у смени династија на челу Византије одиграо се у ноћи између 23. и 24.09. 867. године после царске гозбе када је Василије са својим људима напао и убио алкохолисаног Михајла у царској ложници и преузео власт, чиме је Аморијску династију, наследила Македонска династија.

### Прилике у држави Бугара
Протобугари стварају велику државу која се средином  века простире од Тисе, Моравске долине и Јадрана до Црног мора и Дњестра којом је управљао каган односно кнез. Држава је обухватала велики број претежно словенског становништва, док су владајући слој чиниле протобугарске родовске старешине. Током времена је извршен процес славизације Протобугара, који су били народ турског порекла, за коју се сматра да је окончана у  веку.
Од Крумове (803—814) владавине држава Бугара се налази у некој врсти сталног сукоба са Византијом, због чега је у сталној потрази за јаким савезником. Због тога њен каган Борис улази у савез са Источном Франачком средином IX века. Међутим, он није имао значајније користи од овог савеза, јер је цариградска влада демонстрацијом војне силе индиректно приморала Бориса да прво прихвати хришћанство из Византије 864. године, а потом и да црквену организацију веже за источне традиције, иако је више пута покушао да се директно повеже са Римом и папама.

## Пређашње мисије Константина и Методија
Прва Константинова дипломатска мисија одиграла се око 851. године када је боравио на двору арапског калифа Ал Мутавакила (847—861) у Самари на реци Тигру. Том приликом је водио озбиљне верске дискусије са исламским великодостојницима током којих је указао на паганске елементе њихових веровања. Приликом повратка у Цариград, посетио је малоазијски Олимп на коме је у једном од манастира боравио његов брат Методије.
Наредна мисија поверена Константину, водила га је међу Хазаре на позив њиховог кагана који је тражио представнике све три монотеистичке вере да му изнесу њихове предности, да би одлучио у коју од њих ће превести свој народ. На овом путу му се придружио и Методије и они су се око 860. године упутили у Хазарски каганат који се простирао између Црног мора и Каспијског језера преко Крима и Херсона. Током боравка на Криму, браћа су открила мошти светог Климента (88/92—98/101), папе са краја  века које су понели са собом. Ту се Константин бавио учењем како самаријског дијалекта, тако и готског језика, пошто је открио јеванђеља и псалтир који су писани на готском језику, руским словима. Браћа су своју мисију међу Хазарима успешно обавила и према белешкама њихових житија јасно указала на предности хришћанства над јудаизмом и исламом, после чега су се 861. године вратили у Цариград.

## Настанак глагољице и њене карактеристике
Тешко је прецизније датирати настанак првог словенског књижевног писма глагољице, али је извесно да се његовом састављању није приступило по примању захтева кнеза Растислава 862. године, већ је оно, као и већи део црквених књига на словенском језику у том тренутку већ био готов. Претпоставља се да је рад на стварању глагољице, превођењу и преписивању црквених књига на словенски језик обавио Константин са најближим сарадницима у периоду од 855. до 862. године. Оно што је до дан данас остало неразјашњено је ко је покренуо цео тај процес. Да ли је у питању била иницијатива самог Константина или су му владајуће структуре у Византији повериле тај задатак или је пак таква иницијатива покренута од стране неког словенског кнеза из средње Европе или Балканског полуострва нешто пре званичног Растиславовог позива 862. године, тешко је рећи. Оно што је извесно је да када је Растиславова молба стигла у Цариград, глагољица је постојала, а процес превођења црквених књига на словенски језик је поприлично одмакао, иако није био у потпуности готов.
Глагољица по својој структури, на први поглед није толико слична грчком алфабету у мери у којој јој је слична првобитна ћирилица која је имала 24, од 38, знакова који су идентични грчким словима. Друга њена карактеристика која се јасно уочава на први поглед је њена заобљеност која се не налази ни у једном другом европском писму, због чега она помало подсећа на коптско или јерменско писмо. Данас се сматра да је за основу глагољице узета грчка минускула са елементима брзописа, док су за словенске гласове којих нема у грчком језику употребљени елементи самарићанске варијанте старојеврејског писма, а можда чак и коптског писма.

За језичку основу првог словенског књижевног језика који је записиван глагољицом, узет је јужнословенски дијалекат који се говорио у околини Солуна у  веку и који су Солунска браћа познавала одмалена. Он се од обичног говорног језика Словена разликовао у примени грчке лексике, синтаксе и фонетике. Данас се у науци он назива старословенским или староцрквенословенским језиком.

## Први боравак Моравској и Панонији (863—867)
Великоморавски кнез Растислав шаље 862. године посланство, које крајем године стиже у Цариград, преко кога од византијског цара Михајла  тражи да му пошаље људе који би Словенима на њима разумљивом језику приближили хришћанску веру, уместо дотадашњих покушаја германских свештеника да је шире на латинском језику. Михајло је одмах одреаговао и са још не у потпуности преведеним црквеним књигама послао је Солунску браћу кнезу Растиславу. Они су током 863. године из Цариграда, преко Солуна, Ниша, Београда, Сирмијума, Вишеграда и Нитре, стигли у Великоморавску кнежевину.
Растислав их је примио и дао им људе за ученике, тако да су они отпочели обучавање локалних Словена за будуће свештенике, паралелно са радом на превођењу преосталих црквених књига. Међутим већ наредне године Лудвиг Немачки напада Растислава, успева да га савлада и примора на обнову вазалних основа. Истовремено је дошло до сукоба германског клера са једне и Солунске браће са друге стране око употребе словенског језика у богослужењу коју су Германи сматрали јеретичком, јер словенски језик није био један од три света богослужбена језика (хебрејски, грчки и латински). Иако је сукоб званично био око употребе словенског језика у богослужењу, његова права позадина била је чињеница да су Константин и Методије стварали националну црквену организацију која би била независна од германских црквених организација под чијим јурисдикцијама су се до тада de jure ти простори налазили. Уколико би таква црквена организација заживела, германски клер био остао без дела прихода, а краљу Источне Франачке би додатно био отежан покушај да овлада Словенима. Пошто нису успели да сузбију деловање Солунске браће, германски свештеници су послали папи притужбу против њиховог деловања, називајући га јеретичким, после чега је папа затражио од њих двојице да дођу у Рим и оправдају своје деловање.

Тако су њих двојица 866. године кренули ка Риму, али су се прво упутили панонском кнезу Коцељу, који их је позвао да посете његову државу и у њој наставе своје деловање на ширењу хришћанства и међу тамошњим Словенима. Попут Растислава и Коцељ им је доделио одређени број људи да их науче и обуче за вршење богослужења на словенском језику. После неколико месеци боравка код Коцеља, они су се упутили ка Риму преко Аквилеје и Венеције у којој су се поново нашли на удару клера који је сматрао да је исправно само богослужење на три света језика.

## Први одлазак у Рим (867—870)
Солунска браћа стижу 867. године у Рим и ту их свечано дочекује папа Хадријан  са грађанима који су поздравили повратак моштију папе Климента, које су браћа предала Хадријану уз своје захтеве да се дозволи употреба словенског језика у богослужењу. Хадријан је прегледао књиге на словенском језику и дозволио њихову употребу у црквама. Званични део ове одлуке огледао се у званичном посвећивању њихових ученика у свештенички чин које су обавила два епископа Формоза и Гондрих и који је обављен над словенским књигама у базилици Светог Петра уз појање литургије на словенском језику.
Непосредно након тога се Константин разболео и замонашио у једном грчком манастиру у Риму узевши том приликом монашко име Ћирило (грч. Κύριλλος), што значи Господњи. Он је након педесет дана болести у њему и умро 14. фебруара 869. године.
Папа је после овога поставио Методија за моравскопанонског архиепископа са седиштем у Сирмијуму и издао му је посланицу која је упућена кнежевима Растиславу, Сватоплуку и Коцељу у којој потврђује своју дозволу за употребу словенског језика у литургијама напомињући да се приликом богослужења прво чита литургија на латинском, а тек после на словенском језику.

## Други боравак Моравској и Панонији (870—880)
Методије 870. године долази у Панонску кнежевину код Коцеља и ту наставља свој посао, сада као новопостављени архиепископ. Међутим његов повратак и наставак деловања поново покреће германски клер против њега, поготово Салцбуршког, који је својим доменом сматрао Панонију, и Пасавског, који је својим доменом сматрао Моравску, бискупа. Додатна отежавајућа околност лежала је у чињеници да је Растислава у међувремену са власти, уз помоћ Лудвига Немачког, збацио нитрански кнез, Растиславов братанац и наследник Сватоплук I који је ову помоћ платио вазалством и подршком германском клеру. Самог Растислава је предао Германима који су га ослепели и протерали у манастир у којем је и умро 871. године.
Германски клер није седео скрштених руку и након Методијевог доласка у Моравску, они организују сабор на коме је он и његово деловање осуђено као јерес, а он као јеретик је ухапшен и затворен и Регензбург. Након две и по` године тамновања он бива ослобођен на инсистирање папе Јована , после чега поново одлази у панонску кнежевину. Међутим Коцељ је умро 872. године, а германски феудалци су већ 873. године овладали њом, тако да се Методије поново враћа у Великоморавску кнежевину.
Он је у њој наставио своје деловање, сада уз Сватоплукову подршку, пошто је кнез прогласио практично независност и портерао германски клер из своје државе, тако да је Методије без већих проблема управљао својом архиепископијом у периоду од 873. до 879. године. Међутим он је и даље био у сукобу са германским клером око јурисдикције његове архиепископије, али и око filoque у складу са тадашњим сукобом између цариградског патријарха Фотија I (види: Фотијева шизма) и папа о природи Христовој односно о томе да ли  Свети Дух  произилази само из Оца (Бога), као што су сматрале источне цркве или и из Сина (Христа) како је то сматрала западна црква. Ове расправе и сталне притужбе германског клера покрећу и папу Јована VIII који позива Методија у Рим да оправда своје деловање, тако да се 880. године Методије поново упућује у Рим, преко Печуја, Нина и Анконе.

## Други одлазак у Рим (880)
Методије током 880. године долази у Рим и пред папом успева да одбрани своје ставове у односу на оптужбе које је у име германског клера изнео Вихинг. Пруживши пуну подршку Методију и његовој делатности, папа Јован VIII је издао повељу Industriae Tuae, којом је одобрио употребу глагољице и дозволио богослужење на словенском језику, са изузетком Јеванђеља, које се на литургијама имало прво читати на латинском, а затим на словенском.

## Методијева смрт и слом богослужења на словенском језику
Он се после Рима вратио у средњу Европу, али се већ 881. године упутио ка Цариграду. У византијској престоници су га лепо дочекали патријарх Фотије и нови цар Василије  који су га подржали у његовим настојањима и деловањима и он се 882. године преко Хадријанопоља, Филипоља, Сердике, Ниша, Београда, Сирмијума и Вишеграда вратио у Великоморавску кнежевину.
Последње године његовог деловања провео је у повећаној нетрпељивости германског клера према његовом деловању и губљењу ослонца, како у Сватоплуку, тако и у папској курији пошто су после смрти Јована  у децембру 882. године нове папе почеле да заузимају негативан став према њему и његовом деловању, док је подршка Византије била сувише удаљена и само номинална. Он је умро 06.04.885. године у Великоморавској кнежевини, одредивши пред смрт за свог наследника једног од својих следбеника Горазда.

Међутим убрзо после његове смрти дошло је до потпуног слома словенског богослужења у средњој Европи. Папа Стефан V је одбио да потврди Горазда за његовог наследника и уместо њега за новог моравскопанонског архиепископа је поставио Вихинга који је неколико година раније у Риму као представник германског клера оптуживао Методија за јерес. Потом су уследила хапшења, убиства и прогон ученика Солунске браће. Методијев несуђени наследник Горазд и Лаврентије су ухваћени и највероватније убијени, иако има индиција да је после слома Великоморавске кнежевине 906. године Горазд наставио рад Ћирила и Методија у околини Кракова. Други њихови ученици су или протерани или су се спасили бекством на југ ка Балканском полуострву и међу њима су се нашли Климент, Наум, Константин Преславски и Агеларије.

## Последице Моравскопанонске мисије
Мисија Солунске браће је у основи доживела потпуни неуспех пошто није успела да створи чврсту националну цркву у Великоморавској кнежевини која би ширила хришћанство међу Словенима на њима разумљивом језику. Са друге стране међутим, она је одиграла пресудну улогу у почетку већег ширења хришћанства међу Словенским народима пошто су током њеног трајања створене црквене књиге на словенском језику, али и учени кадрови који су били способни да наставе посао Ћирила и Методија.
Најзначајнији домети њихових ученика одиграли су се на Балканском полуострву на коме су они лепо примљени и наставили свој рад. У Великој Бугарској основане су „Преславска“ и „Охридска школа“. Бугарски владар Борис Михајло који је увео хришћанство у своју државу, прихватио је 886. године Климента и Наума и упутио их да наставе свој рад, Климент у Охриду, а Наум до 893. године у Плиски и Преславу, после чега је и он након окончања политичких трзавица и повратка паганизма под Владимиром (889 — 893) прешао у Охрид. Завршни чин деловања мисије у Бугарској држави одиграо се на великом народном сабору 893. године на коме је поново одбачено паганство, а до тада званични грчки језик, замењен словенским језиком писаним ћирилицом . Сматра се да су у периоду од 886. до 893. године по једнима или почетком 10. века по другима, на простору Бугарске државе ученици Солунске браће, највероватније Климент, створили друго словенско писмо ћирилицу, којој су то име дали у спомен на њиховог учитеља и творца глагољице Константина Филозофа који је у монаштву узео име Ћирило.
Поред Бугарске државе, значајан ослонац словенској писмености на Балканском полуострву створен је на простору византијске Далмације: у залеђу Дубровника, Истри и посебно на острвима Крку, Цресу и Лошињу, одакле се глагољица у 13. веку пренела и на подручје суседне Сењске бискупије, а касније и у приморске градове, где су у  u 15. веку настале писарске радионице из којих су потекла значајна дела. Без обзира на то што је богослужење на словенском језику осуђено и забрањено на Сабору у Сплиту 1061. године, глагољица се, захваљујући поповима глагољашима, међу Хрватима одржала доста дуго, понегде и до II светског рата. Богослужење на словенском језику се током 10. века проширило међу Србима, а крајем истог века и међу Русима чији се кнез Владимир (980—1015) крстио 988. године у Херсону.